# Рангпур
Рангпу́р (бенг. রংপুর) — один из крупнейших городов Бангладеш, административный центр области Рангпур. Расположен на северо-западе страны, возле реки Гхагат. В честь города был построен университет под названием «Университет Бегум Рокея, Рангпур», находящийся в южной части города. Изначально город считался одним большим районом, но с его развитием было решено разделить муниципалитет на Рангпур, Куриград, Нилфамари, Лальмомирхат и Гайбандха. Одним из самых быстроразвиваемых районов города считается Ранпгур, так как имеет большое количество залежей угля, а также военный городок.

## История
Город был завоёван армией Раджи Ман Сингх, командиром императора Великих Моголов Акбара в 1575 году. Только лишь в 1686 году он вошёл в состав империи Великих Моголов. Из-за этого события, некоторые места в городе были названы могольскими именами, например Mughalbasa или Mughalhat. Позже населенный пункт перешёл под владение «Саркера» Горагата. За весь период существования города, в нём было очень много крестьянский восстаний и сопротивлений.

## География

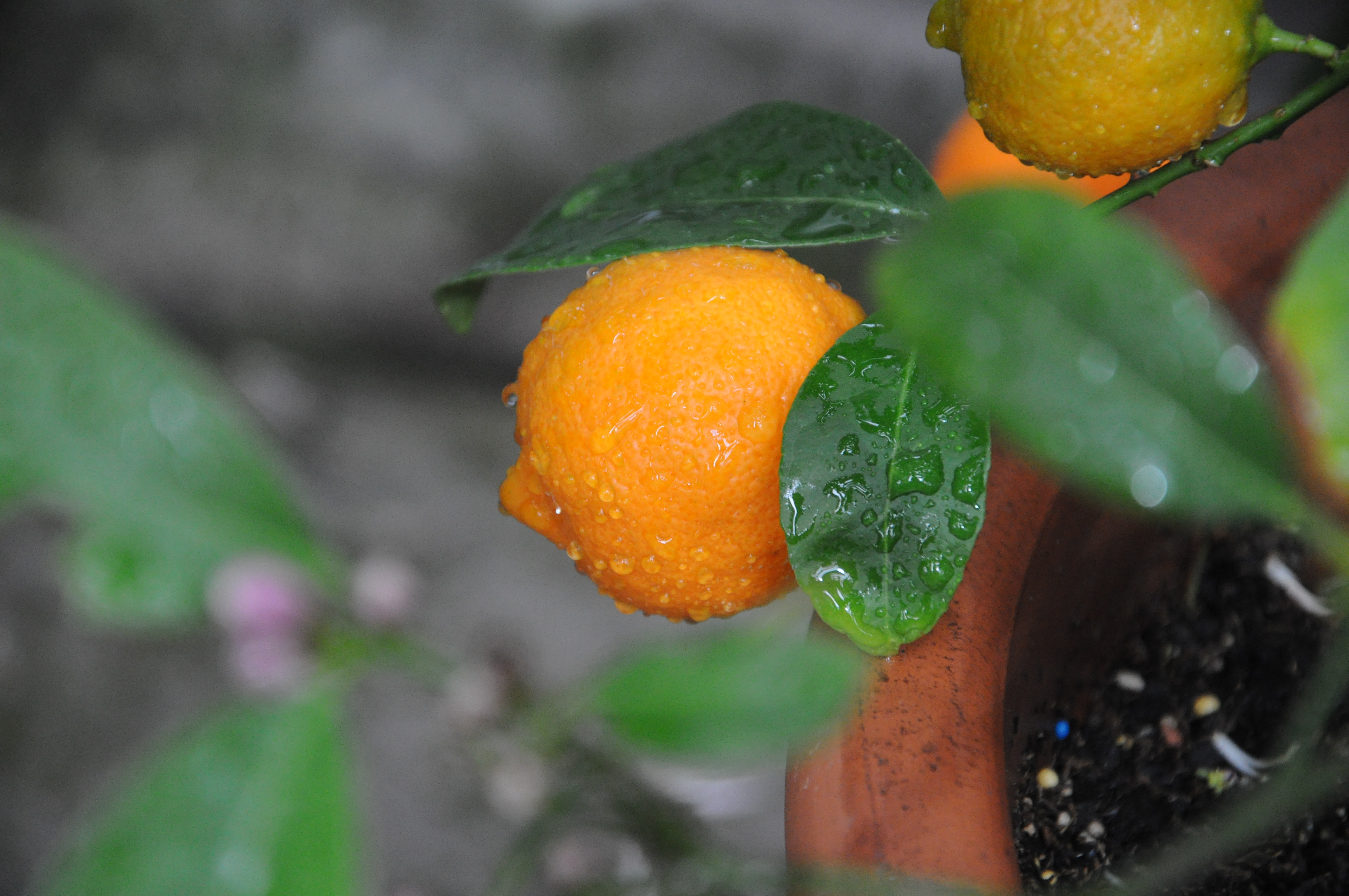
Рангпур (фрукт)

В основном в городе преобладает аллювиальная почва (80 %), а остальное — проливная почва. Температура колеблется от 32 до 11° С выше нуля, годовое количество осадков составляет в среднем 2931 мм. Площадь города занимает 28 квадратных километров. По данным переписи на 2006 год, в городе постоянно проживало 250000 человек, население стремительно падает и в 2017 году становило 120000 (мужчин 52 %, женщин 48 %). Из этого количества проживающих, только 56 % умеют писать, читать и грамотно говорить.

## Климат
Населенный пункт находится во влажном тропическом климате. Преобладающие ветра — муссоны, которые сопровождаются высокой температурой и значительной влажностью. Летний сезон стартует в начале апреля и продолжается до июля. Самая низкая температура, зафиксированная в январе, была 7 °C (45 °F). Ежегодное количество осадков составляет 1448 миллиметров (57,0 дюймов).

## Экономика
Город является привлекательным местом с экономической точки зрения. В центре есть несколько правительственных и частных банков, страховых компаний, жилых отелей, китайских и индийских ресторанов, сувенирных магазинов и многих других продовольственных центров. Регион является одним из самых важных экономических центров в Бангладеш.

## Достопримечательности

### Ратуша

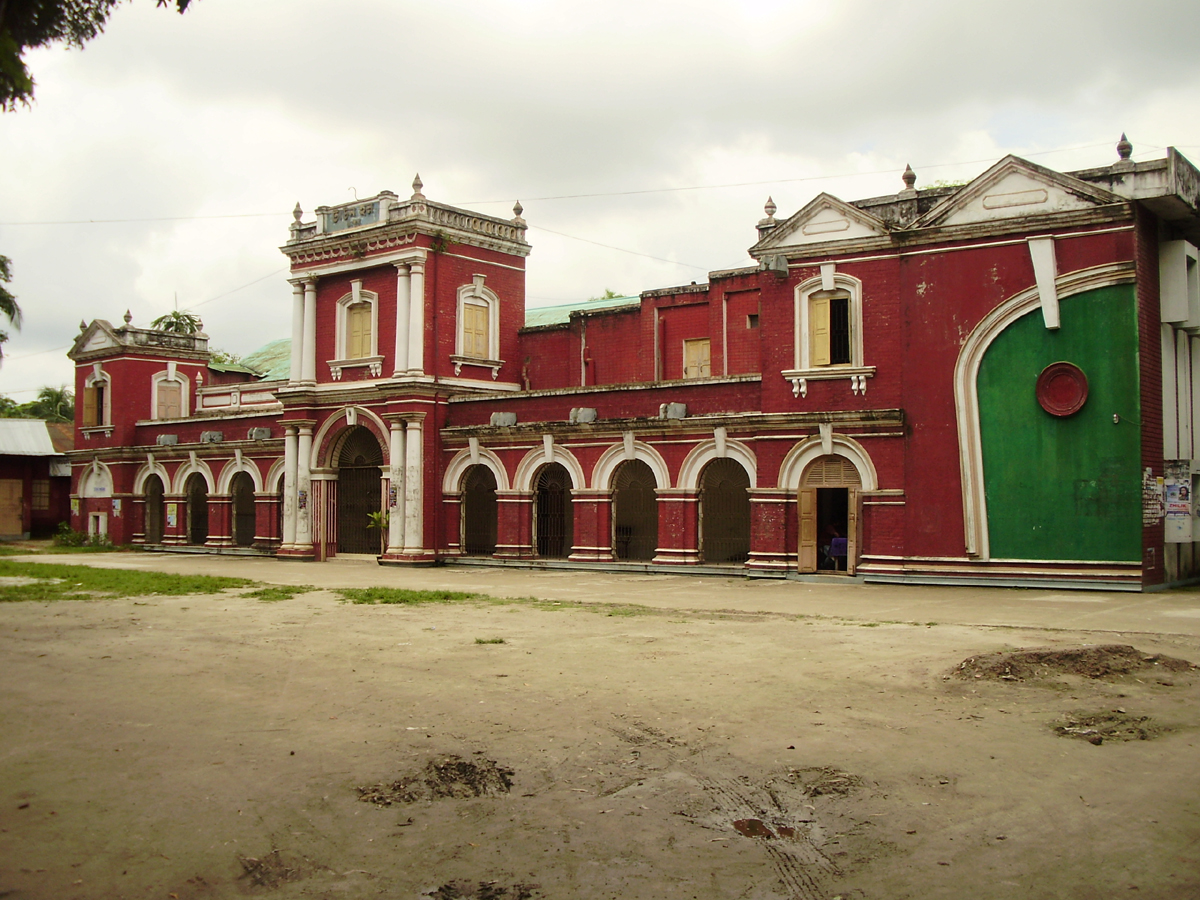
Ратуша Рангпура

В центре города есть старинное здание под названием «Ратуша», где проводятся различные культурные и социальные мероприятия.

### Зоопарк
Центральный зоопарк Рангпура является одним из главных мест отдыха и развлечений города. Зоопарк Рангпур, площадью 20,27 акров пышных зеленых деревьев и трав, расположен в восточной части дороги Хануман-тола рядом с полицией, недалеко от офиса администрации района Рангпур. Зоопарк имеет 193 животных из 28 видов этого царства. Некоторые из животных — бенгальский тигр, африканский лев, черная пантера, носорог, леопард, бегемот, павлины, аллигаторы, черепахи, пятнистый олень, разные виды птиц, змей и так далее.
Зоопарк был основан в 1880-х годах.

### Чикли Вата
Рядом со стадионом есть очень красивое место под названием «Chicli vata», окружающее множество озер и рисовых полей.

### Другие места
В городе есть большой военный городок, историческое здание Джаду Нибаш, Колледж Кармайкл и музей Тайхат Палас, который ранее являлся судом.

## Образование

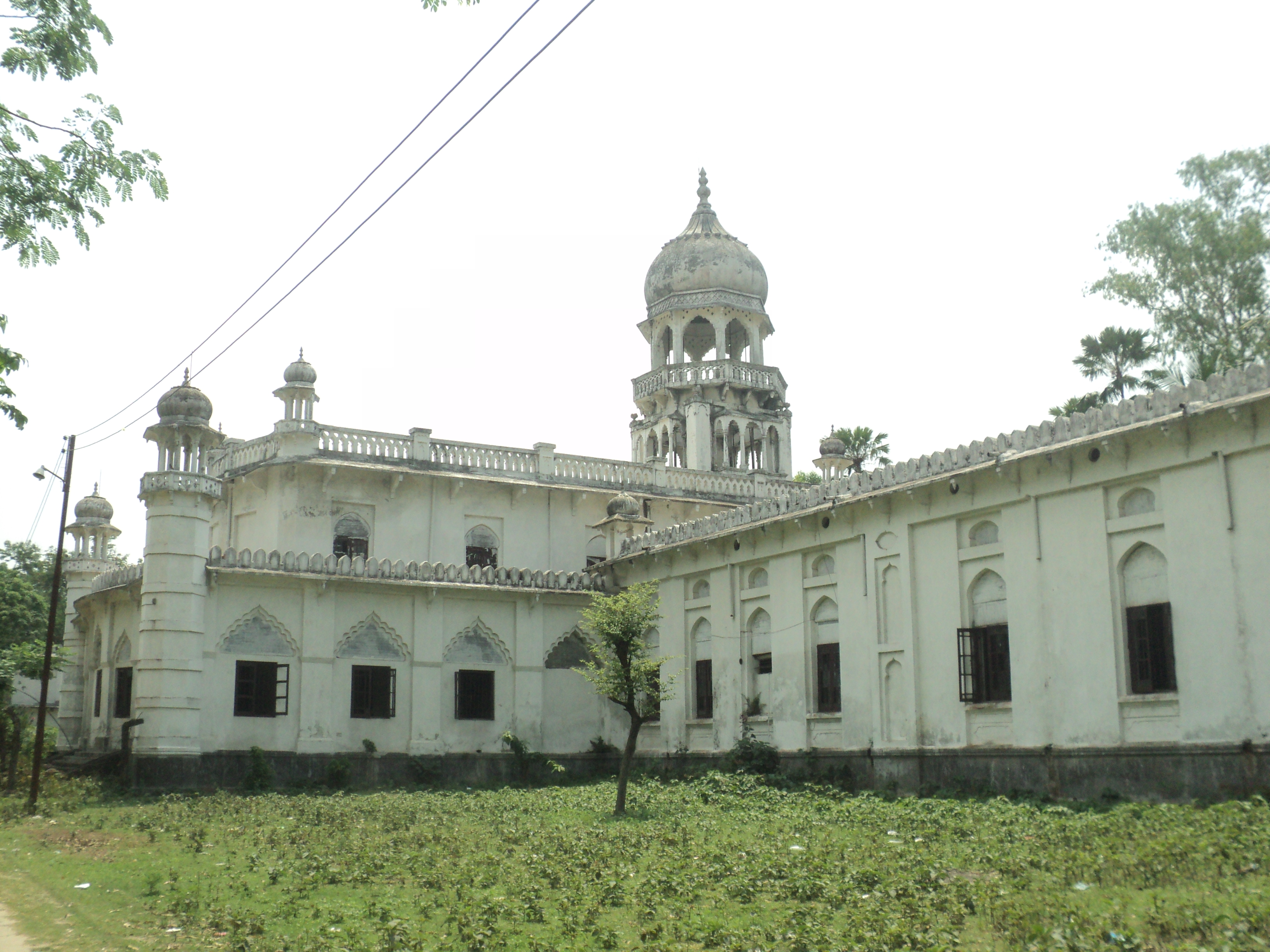
Колледж Кармайкл

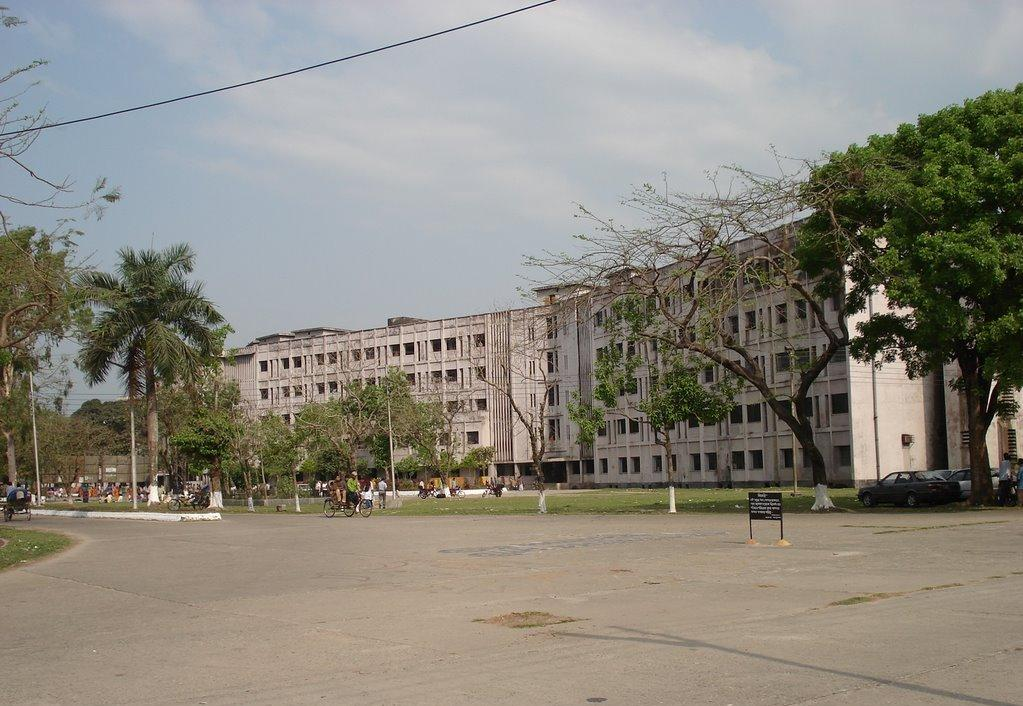
Рангпурский медицинский колледж

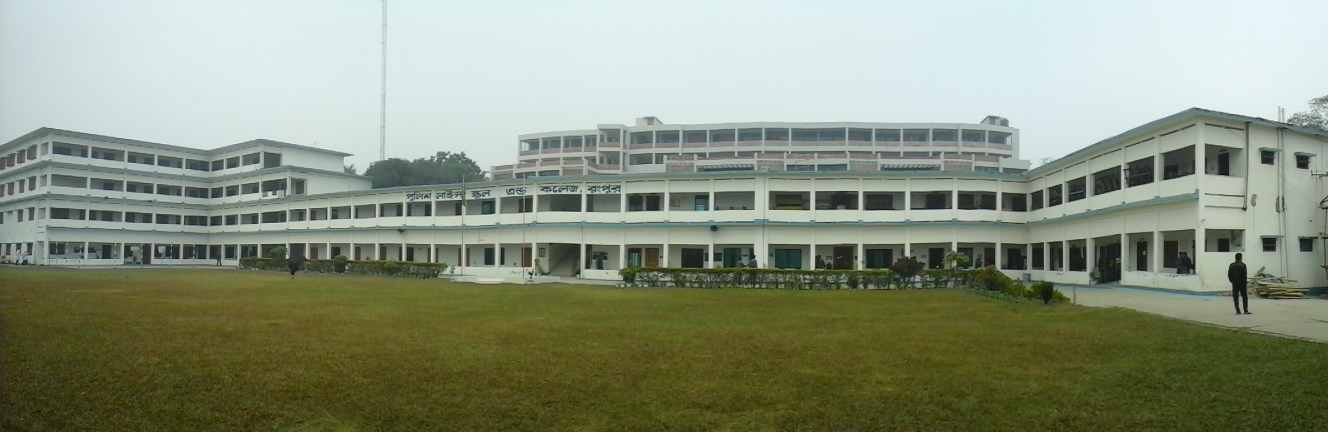
Школа полиции

В этом разделе перечисленные основные образовательные институты в городе.
Школы:
- Кантонская государственная школа и колледж, Рангпур
- Правительство. Коммерческий институт
- Средняя школа Рангпура
- Средняя школа девочек Сальмы
- Средняя школа Афаналлаха, Аламнагар
- Средняя школа Адаша, Бабуха
- Средняя школа Тайхата

Колледжи:
- Колледж Кармайкл[11]
- Коллекторская школа и колледж
- Коллегиальная школа и колледж Кармайкл
- Модельный колледж Рангпур
- Школа полицейских линий и колледж
- Кадетский колледж Рангпур
- Кантонская государственная школа и колледж, Рангпур
- Техническая школа и колледж Rangpur
- Государственная школа и колледж РССИ
- Школа звезд и колледж звезд тысячелетия
- Школа и колледж женщин Сомай Колян
- Жилая модельная школа и колледж
- Государственная школа и колледж Рангпура
- Городской колледж Рангпур
- Школьная школа и колледж Сиддики

Политехнические институты:
- Политехнический институт Рангпура
- Техническая школа и колледж Рангпура

Медицинские и стоматологические колледжи:
- Медицинский колледж Рангпур
- Главный медицинский колледж
- Общественный медицинский колледж Рангпура
- Северный частный медицинский колледж.
- Медицинский колледж армии Рангпур
- Мемориальный медицинский колледж имени Касира Уддина
- Стоматологический колледж Рангпур

## Галерея

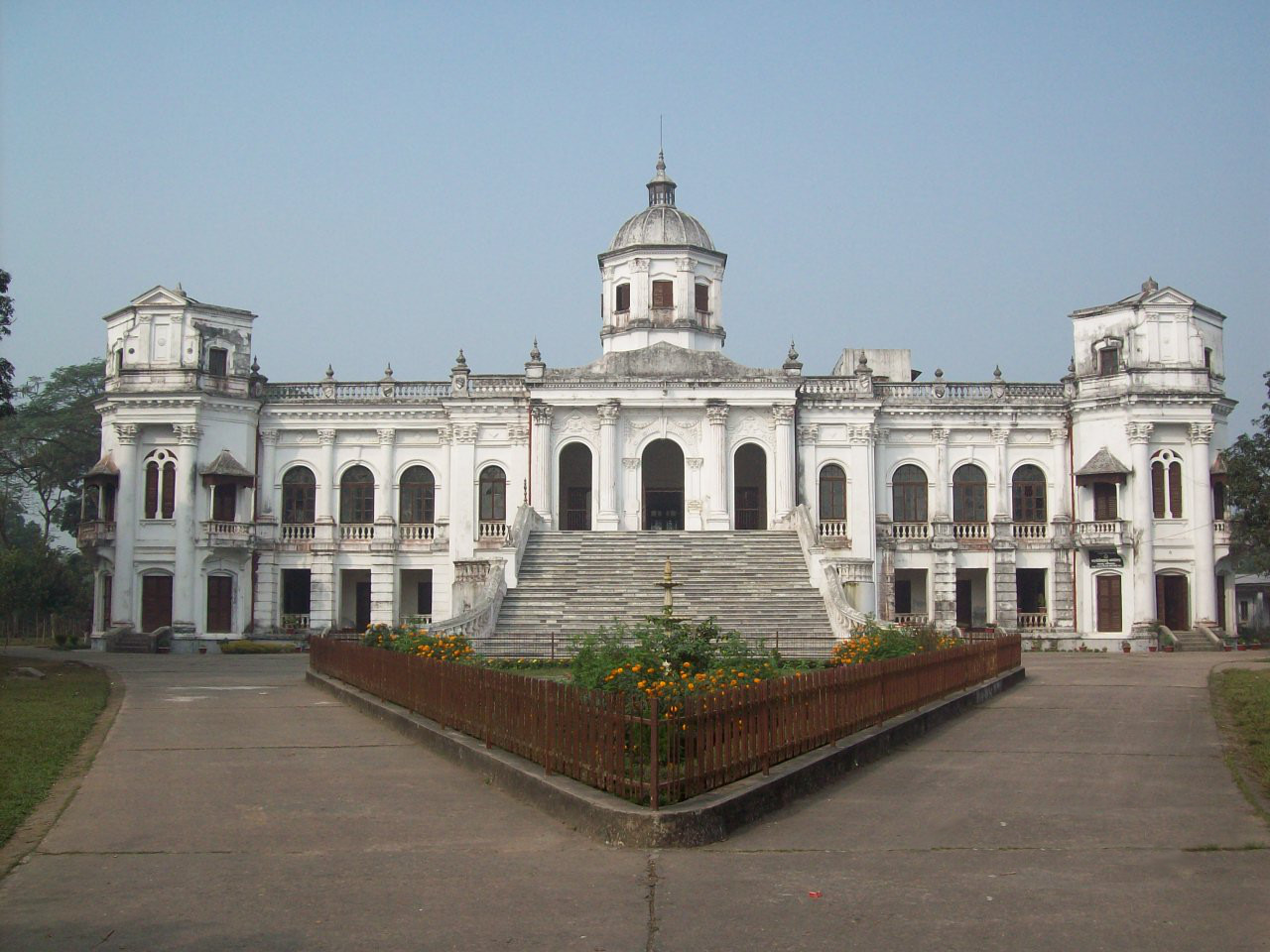
Дворец Тайхат
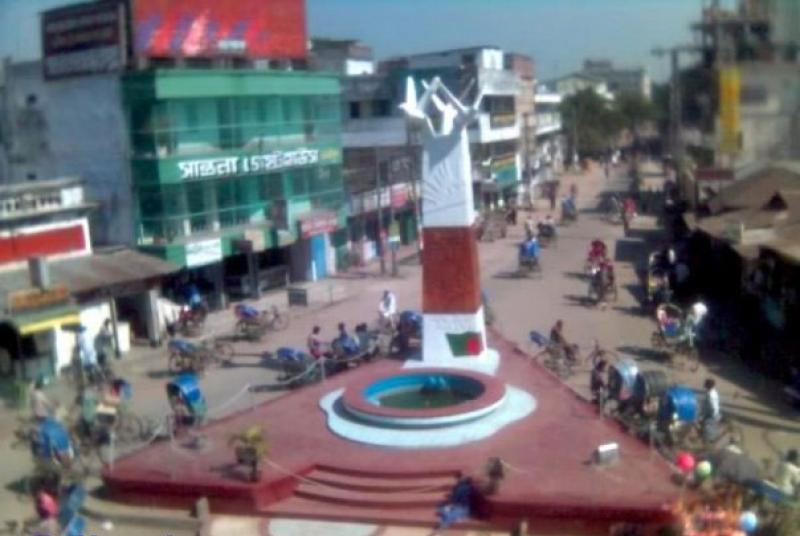
Пайра Чоттор
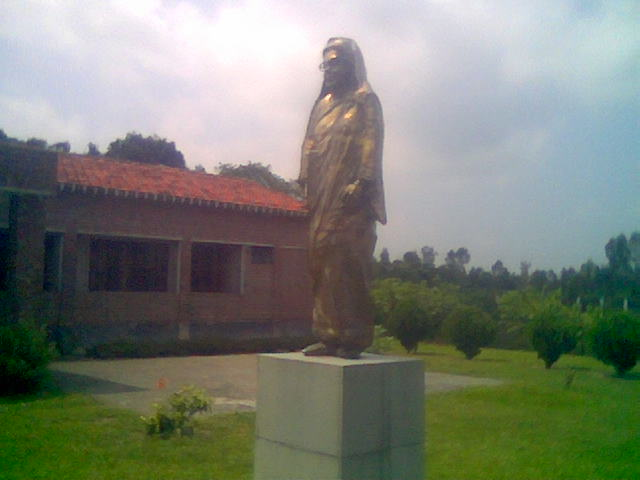
Мемориальный центр Бегум-Рокея
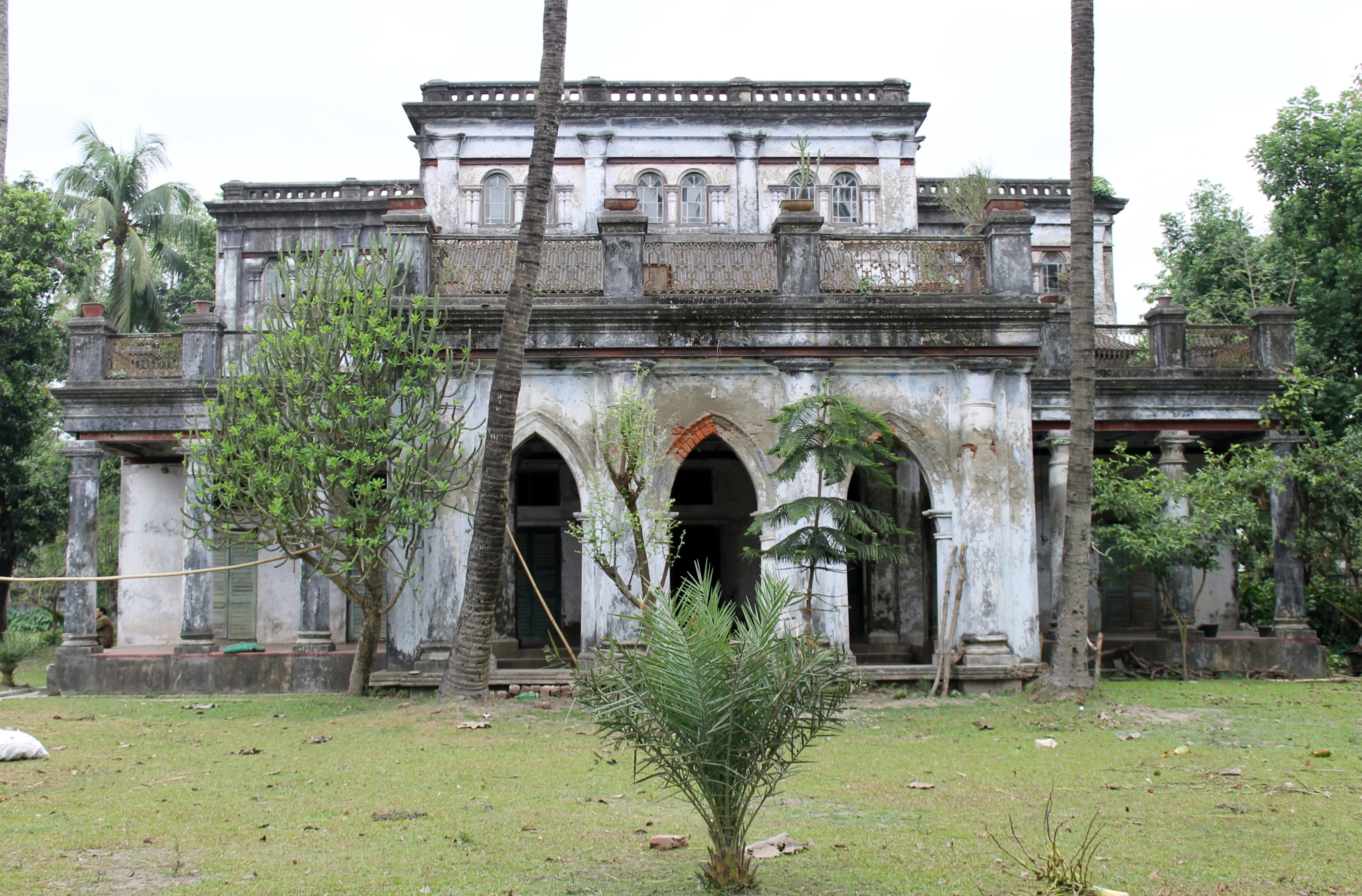
Джаду Нибаш — старинное здание
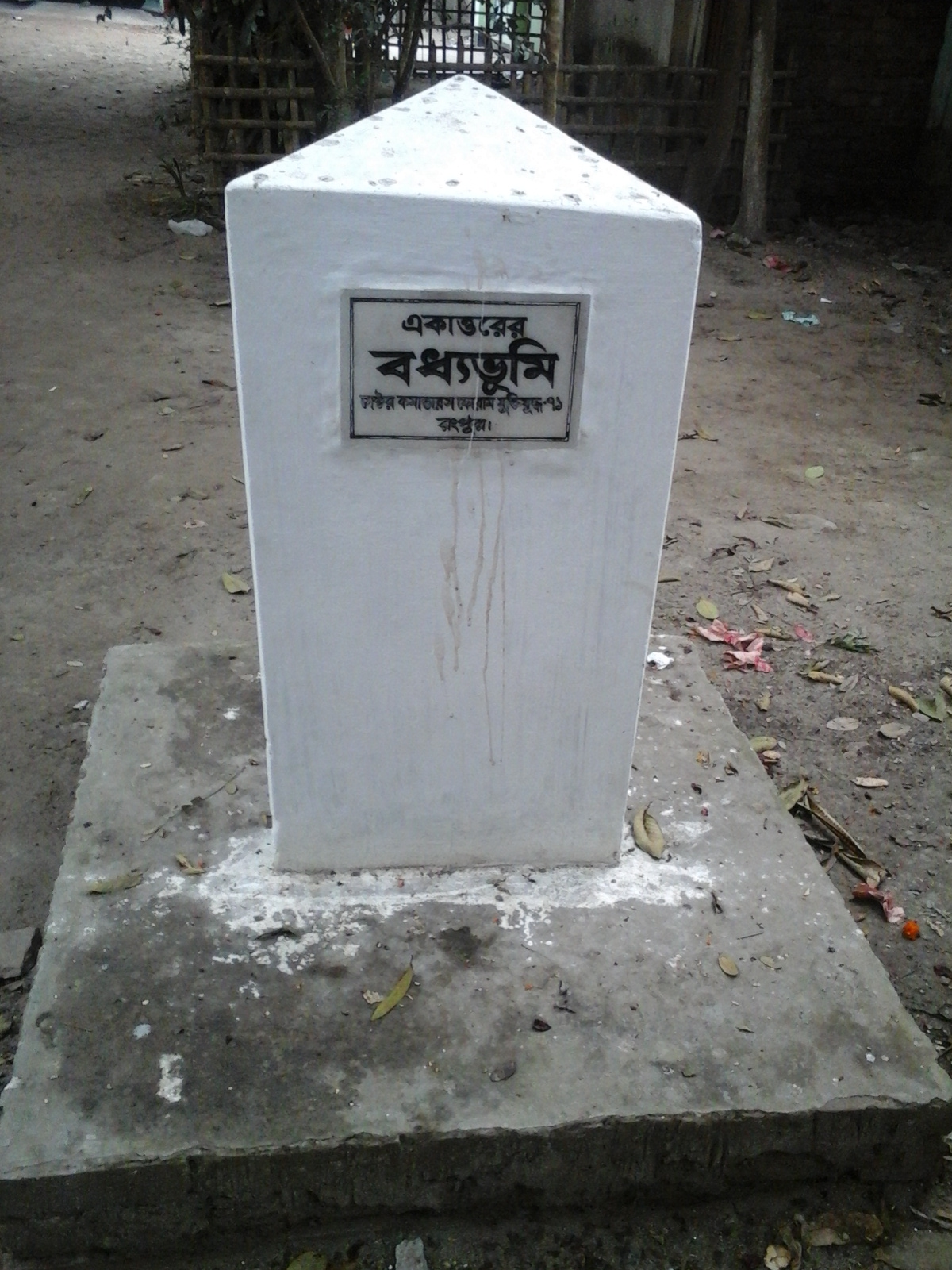
Мемориал ратуши в честь резни 1971 года